# Tallfly
Tallfly (Panolis flammea) är en fjärilsart som beskrevs av Ignaz Schiffermüller 1776. Tallfly ingår i släktet Panolis och familjen nattflyn. Arten är reproducerande i Sverige. Inga underarter finns listade i Catalogue of Life.

## Bildgalleri

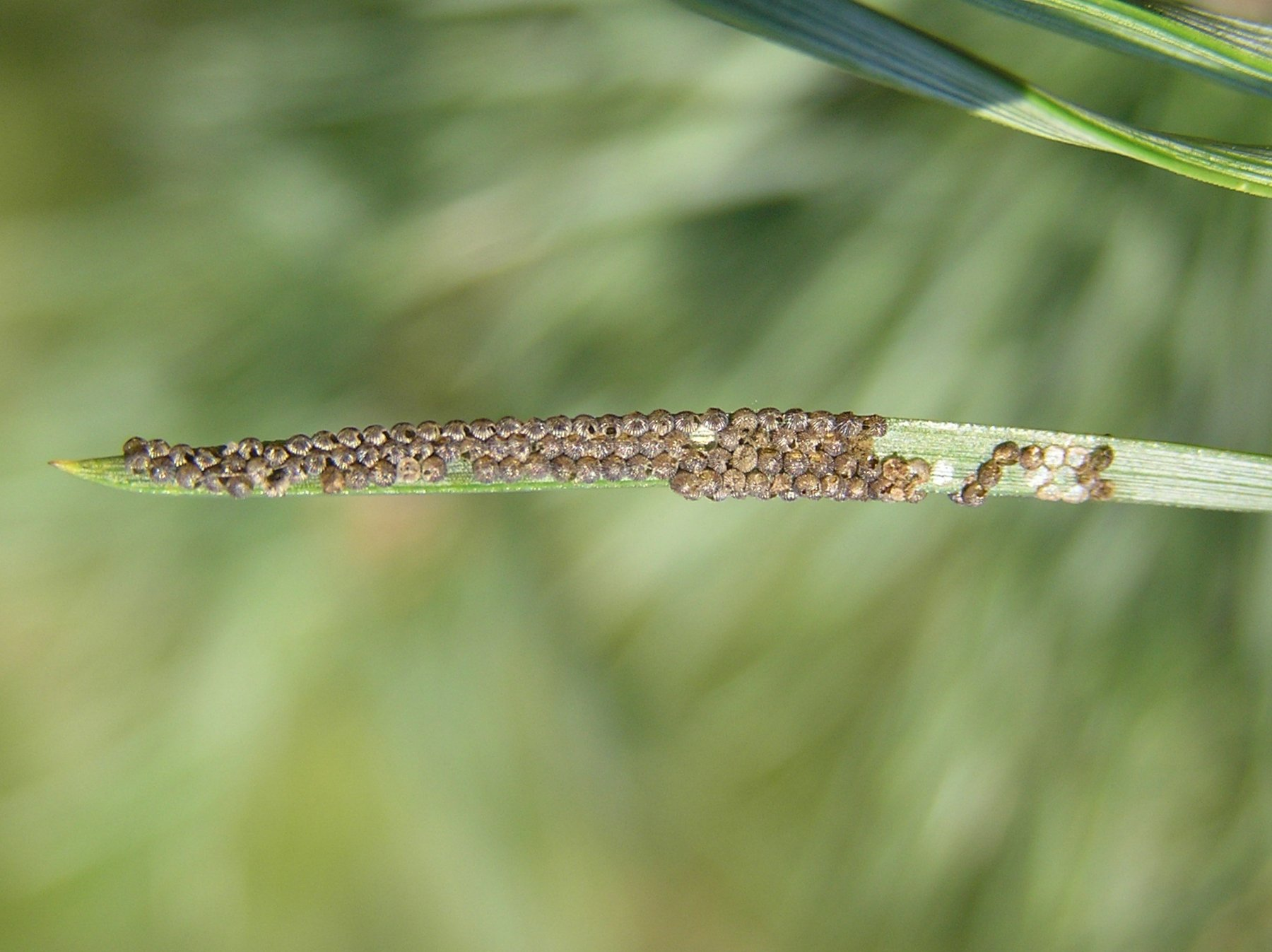
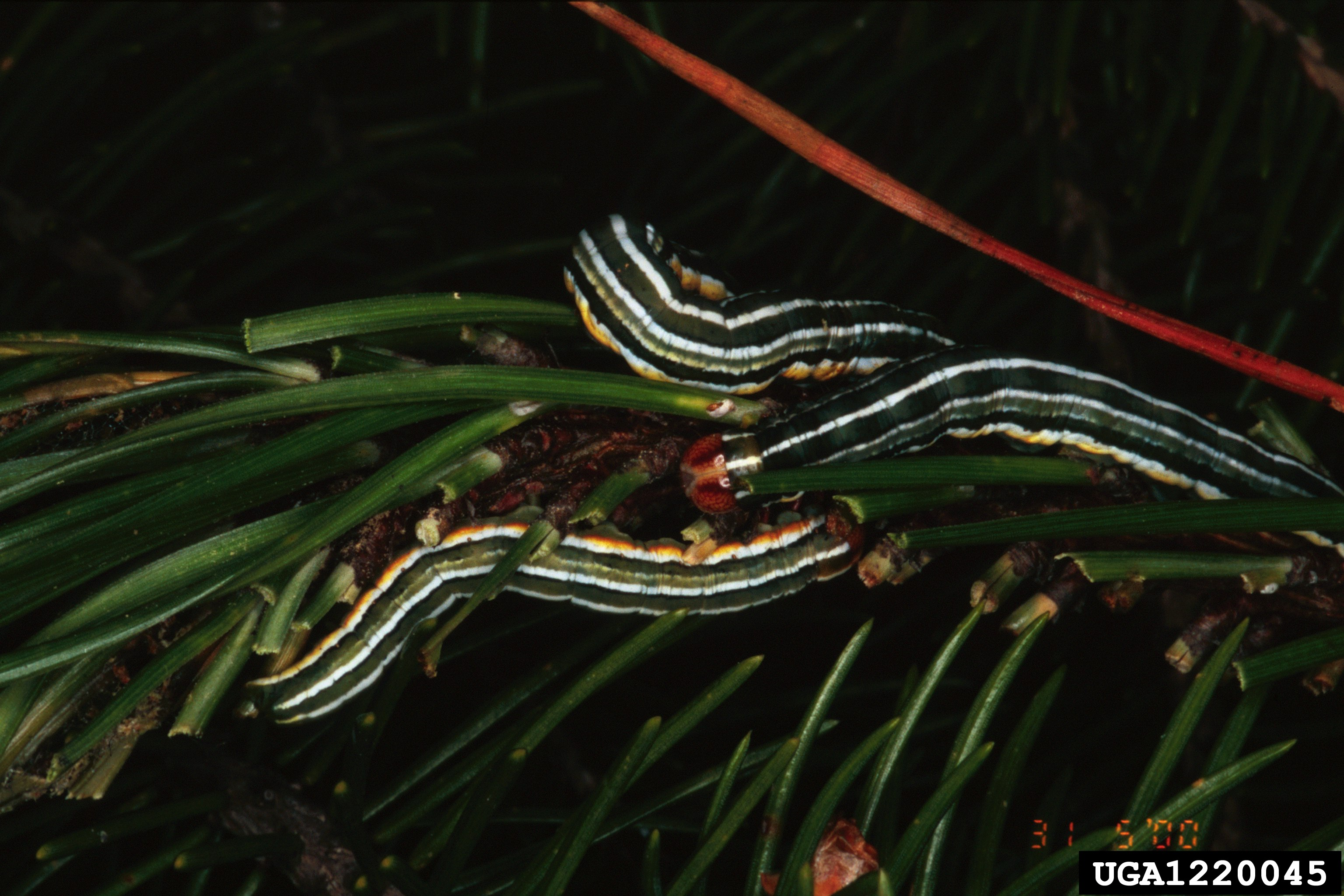
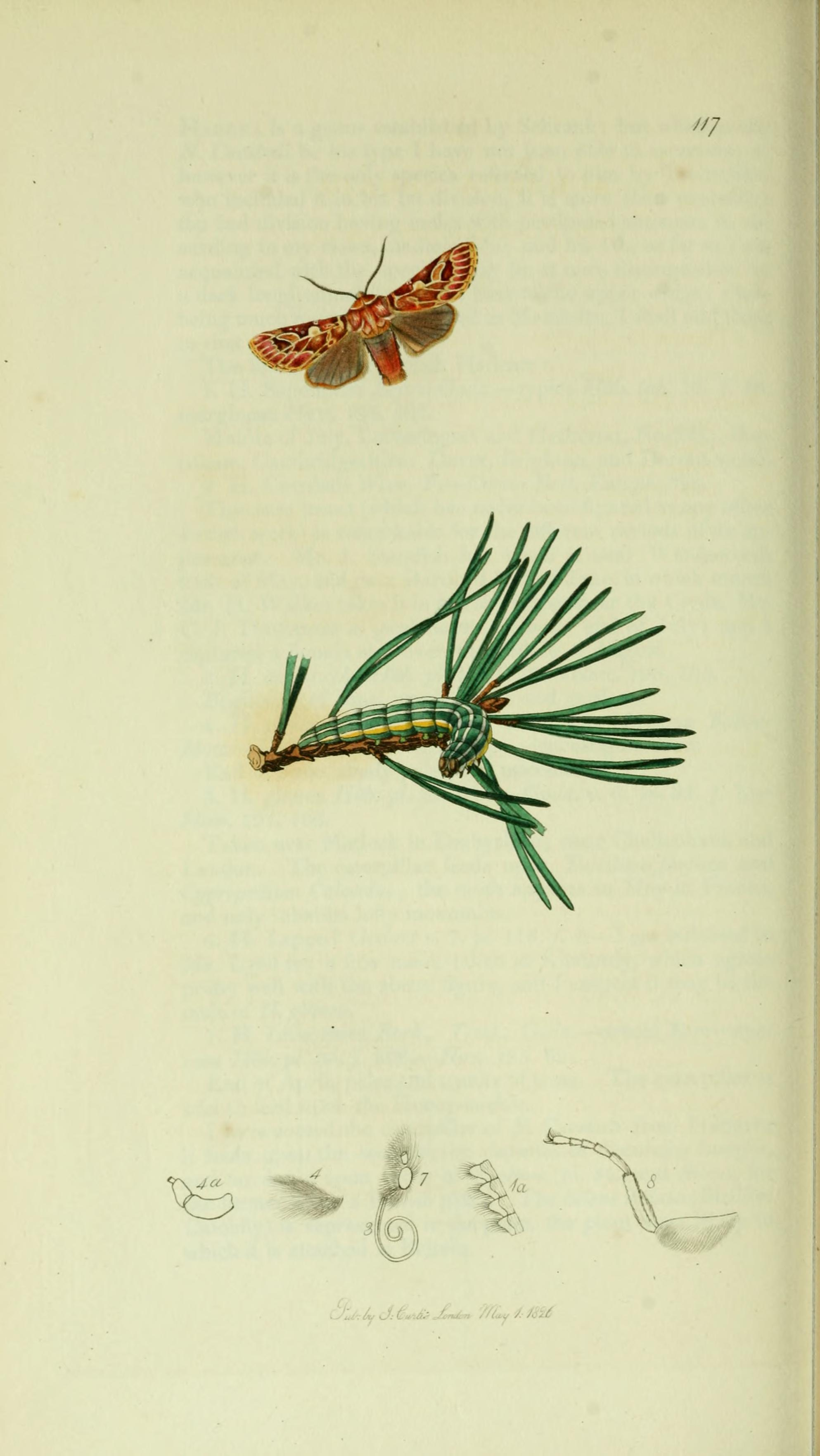